# オセールのレミギウス
オセールのレミギウス(羅: Remigius Autissiodorensis、841年頃 – 908年)あるいはオセールのレミ(仏: Remi d’Auxerre)とはカロリング朝期のベネディクト会修道士、ラテン語文法学教師、多産な古典ギリシア語・ラテン語文献注釈者。また、自身以外の初期中世の思想家が作成した古典文献注釈書を収集・編纂したとされる。 

## 生涯
レミギウスは、おそらくブルゴーニュに生まれ、フェリエールのルプスおよびオセールのヘイリクス(876年没、自身はヨハネス・スコトゥス・エリウゲナの弟子)の弟子となった。また、レミギウスは注釈書を作成する上で、アイルランド人の教師達、つまりランのドゥンカルドゥス、エリウゲナ、セドゥリウス・スコトゥス、マルティヌス・スコトゥスらから多くを借用した。「学問上のグレシャムの法則に従い、レミギウスの自著への借用を寛大にも許した諸書は、そうしてできたレミギウスの著書によってこの分野から駆逐されるにいたるのがつねであった」とJ. P. Elderは指摘している。ジョン・マレンボンは同じ現象をより肯定的な観点のもとにおいて、レミギウスによる古典的文献に対する9世紀の注釈の選集(彼自身のものもあれば彼が集めてきたものもある)は後の研究者に初期中世の思想家の著作だけでなく古代ギリシア語・ラテン語や哲学のはっきりした要素も残したと主張している。後代の報告によると、レミギウスの選集は後期中世において、特に12世紀においてヨーロッパ中で用いられたという。
彼はオセールのサン・ジェルマン修道院で教え、876年にヘイリクスが死んでからは修道院学校長になった。883年には大司教フルクスにランス聖堂学校で教えるよう招聘され、893年にはその学頭に任じられた。900年にフルクスが死ぬと、レミギウスはパリで教えるためにランスを発ち、以降死ぬまでパリに留まった。そのころまでにレミギウスは「優秀博士」(羅:egregius doctor)、「神の聖典と人間の聖典の両方を学んだ」(羅:in divinis et humanis scripturis eruditissimus)などと言われ盛名をはせた。教師として、レミギウスは普遍の問題に関心を持ち、エリウゲナの極端な実在論と自身の師ヘイリクスの反実在論を調停しようとしたと考えられている。概して彼は古典古代の文献とキリスト教の聖典の両方を弟子に教えられるようなやり方で解釈しようとしており、自分たちの生きているキリスト教世界に古代哲学を適用する方法を探究した。彼が考察した文献は非常に多くさまざまであったが、彼の主な注釈は末期ローマの哲学者ボエティウスやマルティアヌス・カペッラに関するものであって、レミギウスは彼らの作品の中にキリスト教神学と共存できる柔軟なアレゴリーを見出した。

## 著作
その長い学問的経歴にあって、レミギウスは古典古代やキリスト教に由来する多彩なテキストに対する、膨大な量の字引と僅かな注釈書を著した。彼の字引は過去の註釈家から自由に借用して作成されており、中世にラテン語文献学を学んだ学生たちから非常に関心を持たれた。彼の聖書注釈には、『創世記』、『詩篇』(彼の『詩篇物語』(羅:Ennarationes in Psalmos)がそれである)に対するものがあった。彼はカエサレアのプリスキアヌス、アエリウス・ドナトゥス、フォカス、エウテュケスの文法書に対する注釈書も記した。彼が好んだ古典古代の文献にはプビリウス・テレンティウス・アフェル、ユウェナリス、コエリウス・セドゥリウス、『カトニス・ディスティカ』、『名詞学』(羅:Ars de nomine)がある一方で、後代のベーダの注釈書も好んだ。しかし、ボエティウスの『哲学の慰め』や神学論文集、マルティアヌス・カペッラの『文献学とメルクリウスの結婚』に関する注釈を収集し、自分でも注釈を書いたことで彼は最もよく知られている。
レミギウスは大抵の場合弟子の便益の為に注釈書を作成しており、公平にして精確なやり方で文献の意味や重要性を説明して文法的構造や言語的特色に重点を置いている。カロリング朝期のほとんどの教師と同様に、彼も哲学、就中プラトンや彼を信奉したネオプラトニストに強い関心を抱いた。彼は(音楽と弁証術に重点を置いて)熱心に自由七科を教えており、彼が多くのカロリング朝人と同様に古典的な徳目を備えていたことをうかがわせる。しかし、彼は信心深いキリスト教徒でもあり、そのためキリスト教神学のある側面を理解・明確化するために哲学的文献を利用する傾向にあった。そのため、彼の註釈書は文献で示されている古い哲学をよく反映しているアレゴリーや象徴表現を考察していることが多いが、そうした考察は教会の神学や典礼に適用できるようなやり方でなされた。彼による古典思想とキリスト教思想の統合は決して前例のないものではないが、他の思想家の注釈書を編纂する中で彼は初期中世の性向を永久に観察可能なものとした。

## 音楽に対する影響
レミギウスの生きていた頃の教会の領域内での音楽はモノフォニーであり、これは12・13世紀になるまで変わらなかった。しかし、ポリフォニー興隆の基礎準備が、古代の哲学作品の考察・解釈とともに彼の生きた時代になされた。というのは、プラトンからマルティアヌス・カペッラまでの人物の手になる文献によって数学と音楽、そして後には韻文の間の哲学的関係が探求されていたのである。初期中世の思想家はそれらの作品を様々な方法で解釈したが、中でも(オセールのレミギウスのような)文法家は音楽の構造と韻文の構造の間の革新的な関係を発見した。音楽の数学に関する哲学的文献の文法学的釈義を通じてポリフォニー音楽の基礎が築かれ、3世紀ほど後のパリのノートルダムで結実を見ることになる。
フランスの典礼にローマ教会と大きく異なる口述的・音楽的伝統があったためにカロリング朝期のローマ教会が聖体拝領の普遍的な様式を構築することが困難だったことに言及しておくのは興味深い。当時音楽はローマで制度化されており、音楽に関する古代の哲学者の言明を文法家が解釈することが必要であった。

## 歴史的文脈
レミギウスはカロリング・ルネサンスと呼ばれる薄明の中で著作・教育を行ったが、これはカール大帝の治世(800年-814年)に起こったとされる。当時、カール大帝の指揮によって古代の思想家に対する新たな関心が湧き上がっており、特にネオプラトニズム哲学やローマの教育と法の構造と応用に注目して(自由七科の学習を強調しつつ)行われた。 
オセールのレミギウスはこの文化的復興に直接には関わらなかったが、彼は明らかにこれから恩恵を受けていた。彼の文法学者としての立ち位置は古代ローマの、文法学・講読・修辞学が学習の三本柱(理論的知識がこのトリウィウムに基づいて構築された)とされた教育モデルに耳を傾けるものであった。さらに重要なこととして、東ローマ帝国との接触を通じて西方にもたらされた古代ギリシア・ラテンの知識に曝されたことでレミギウスは哲学的文献を理解したりその注釈を行ったりする機会を得たということがある。結局、「カロリング・ルネサンス」に優勢な傾向は明らかにレミギウスの著作に現れていた、つまり、プラトニズムとキリスト教がレミギウスの著作でも共在していたのである; 前者は世界を説明するが、しかし後者の必要な道具にすぎなかった。

## 著作に関する論争
古代の哲学的文献に対するレミギウスの註釈に関する第一の研究によって、彼の著作の多くは剽窃らしいということが分かった。フランスの宮廷・学校にネオプラトニズムを紹介した前世代のアイルランド人修道士ヨハネス・スコトゥス・エリウゲナの著作から広範にわたって彼が思想を引き出している点でそのことは特に明白となっている。。エリウゲナは哲学者なのに対してレミギウスは文法家にすぎないことを根拠として、E. K. Randはレミギウスがエリウゲナの著作から「シザーアンドペースト」を行ったとして非難している 。しかし、より近年の研究によって、こういった非難は不公平であるばかりか、それが必ずしも真でないことが示されている。
レミギウスはエリウゲナから大きく影響を受けており、明らかにエリウゲナの思想を念頭において注釈書を作成している。実際、レミギウスがマルティアヌス・カペッラの著作に対する注釈をエリウゲナの著作とマルティヌス・スコトゥスの著作という二冊の本の助けを借りて作成したことが知られている。しかし、レミギウスの字引は、それらがオセールで書かれたことを文書の考察が示しているとすれば、彼自身によるものだと考えられている。レミギウスが剽窃していたと主張することの問題点は、単に当時この地域でほとんどの学者がエリウゲナの著作によく親しんでおり、エリウゲナの思想が彼ら自身のものと容易に区別できるという理解のもとに、彼ら自身の著作にエリウゲナの思想が利用されていたことにある。さらに、哲学と宗教は結合されて知恵への道となるという彼が信じていたにも関わらず、レミギウスの注釈書は詳細な哲学的問題よりもむしろ文法学的問題により関心を持つ傾向があった。そこで、彼はエリウゲナの哲学的基盤をもとに始めて、そこに文献に対する彼独自の解釈を付け加えたのだと考えられる。古代ギリシア語を学ぶことの難しさを考慮するとこの説の蓋然性がより高まる。
13世紀までは、適切なギリシア語文法書が存在せず、学者たちはアエリウス・ドナトゥス、カエサレアのプリスキアヌス、セビリャのイシドルスらから得たラテン語文法の知識を古代ギリシア語の文献に適用せざるを得なかった。エリウゲナは文献に対する注釈書を作成するのに十分なほどにギリシア語に習熟しており、レミギウスのような文法家は他人の著作に基づいて自身のギリシア語理解を構築していたと考えられる。以上のことを考慮すると、レミギウスが剽窃した可能性に関する論争は、現代の学者にとって、故意のものというより初期中世の学者を取り巻く環境の問題だったと考えられる。